# 华南鳞盖蕨
华南鳞盖蕨（学名：Microlepia hancei）为姬蕨科鳞盖蕨属下的一个种。

## 扩展阅读
- 維基物種上的相關：华南鳞盖蕨